# Идеограма
Идеограмата (от гръцки: ἰδέα „идея“ + γράφω „да пиша“) е графичен символ или знак, който изразява идея или цялостна концепция. Някои идеограми са разбираеми само след предварително запознаване с дадена условност, други предават значението си чрез картинна прилика с физическия обект и могат да бъдат отнесени към пиктограмите.
Примери на идеограми са указателни табели например на летища и други места, на които има много хора, които може и да не са запознати с местния език, също така арабските цифри и формалните езици (математически означения, логика и UML), които са разпространени по целия свят без значение как се произнасят на различните езици. Друг пример са емотиконите.
Понятието „идеограма“ често се използва като описание на логографите в писмени системи като египетски йероглифи, клинописното писмо и китайските йероглифи. Това не е съвсем коректно, тъй като всички те са логограми.